# Municipio de Chester (condado de Poweshiek)
El municipio de Chester (en inglés: Chester Township) es un municipio ubicado en el condado de Poweshiek en el estado estadounidense de Iowa. En el año 2010 tenía una población de 302 habitantes y una densidad poblacional de 3,26 personas por km².

## Geografía
El municipio de Chester se encuentra ubicado en las coordenadas 41°49′9″N 92°42′28″O / 41.81917, -92.70778. Según la Oficina del Censo de los Estados Unidos, el municipio tiene una superficie total de 92.77 km², de la cual 92,77 km² corresponden a tierra firme y (0 %) 0 km² es agua.

## Demografía
Según el censo de 2010, había 302 personas residiendo en el municipio de Chester. La densidad de población era de 3,26 hab./km². De los 302 habitantes, el municipio de Chester estaba compuesto por el 97,68 % blancos, el 0,33 % eran afroamericanos, el 0,33 % eran amerindios y el 1,66 % eran de una mezcla de razas. Del total de la población el 0,66 % eran hispanos o latinos de cualquier raza.